# Gäuplatten im Maindreieck
Die Gäuplatten im Maindreieck (auch Gäuflächen im Maindreieck) sind eine flachwellige, fruchtbare und intensiv agrarisch geprägte Hochebene in Unterfranken, die im Südwesten, Süden und Osten vom Einschnitt des Maintals umrahmt ist. In der Nähe des Maintals ist das Relief der Gäuplatten durch die eingeschnittenen Zuflüsse etwas intensiver. Der naturräumlichen Gliederung Deutschlands entsprechend bildet die Landschaft die Haupteinheit 134 innerhalb der Mainfränkischen Platten (Haupteinheitengruppe 13 [= D56 nach BfN]). Etwa nordwestlich der Linie Würzburg-Schweinfurt grenzen die reliefreicheren und teils bewaldeten Wern-Lauer-Platten als die zweite naturräumliche Haupteinheit (135) im Maindreieck. Gemeinsam mit dem Ochsenfurter Gau und Gollachgau südlich des Mains (Haupteinheit 130) bilden die Gäuplatten im Maindreieck die Ackerbauregion der fränkischen Gäulandschaften.

## Naturräumliche Gliederung
Die Gäuplatten im Maindreieck gliedern sich naturräumlich wie folgt:
- (zu 13 Mainfränkische Platten)
  - 134 Gäuplatten im Maindreieck
    - 134.0 Wernecker Gäuflächen (Werneinzugsgebiet)[3]
    - 134.1 Innere Gäuhochflächen im Maindreieck
      - 134.10 Gäufläche im nördlichen Maindreieck
      - 134.11 Hochflächen im südlichen Maindreieck

    - 134.2 Lindelbacher Flugsandgebiet